# John Deacon
John Richard Deacon, angleški glasbenik, * 19. avgust 1951, Oadby, Leicestershire, Anglija.
Deacon je najbolj znan kot bas kitarist britanske rock skupine Queen, s katero je dosegel svetovno slavo. Svojo prvo skupino je ustanovil že kot najstnik, a je razpadla ko je leta 1969 odšel študirat elektrotehniko na Chelsea College v London (danes del Kraljevega kolidža).
Med študijem se je odločil, da bo nadaljeval z igranjem v novi skupini. Konec 1970 je spoznal Rogerja Taylorja, ki ga je prepričal naj pride na avdicijo za skupino, ki jo je ustanavljal s Freddiejem Mercuryjem in Brianom Mayjem. Deacon se je tako v začetku leta 1971 pridružil skupini Queen kot zadnji član. Veljal je za najbolj zadržanega člana zasedbe, ki pa se je kmalu preskusil tudi v ustvarjanju skladb in napisal nekaj njihovih največjih hitov, kot so »You're My Best Friend«, »Another One Bites the Dust«, »We Are the Champions« in »Under Pressure«. Na večini posnetkov je igral bas kitaro, ritem kitaro ali klaviature, kot šolani elektrotehnik pa je tudi sestavil nekaj kosov opreme, predvsem Mayjev ojačevalnik, ki je bil poleg kitare »Red Special« najbolj odgovoren za prepoznavni zvok kitare na posnetkih skupine. Kot edini član ni v nobeni pesmi nastopal kot glavni vokalist, saj ni bil zadovoljen s svojim glasom.
Po smrti Freddieja Mercuryja leta 1991 je nehal aktivno igrati in se skoraj popolnoma umaknil iz javnega življenja ter se posvetil družini. Z ženo Veronico Tetzlaff ima šest otrok. Nastopil je še na koncertu v spomin na Mercuryja leta 1992 in sodeloval pri snemanju nekaterih nedokončanih skladb, zavrnil pa je sodelovanje v skupini Queen + Paul Rodgers. Leta 1997 se je dokončno upokojil in se ni udeležil niti proslave ob sprejetju skupine Queen v Hram slavnih rokenrola leta 2001, pa tudi sicer se izogiba stikom z ostalimi člani skupine, z izjemo poslovnih zadev.